# Epigenes (månekrater)
Epigenes er et nedslagskrater på Månen. Det befinder sig på den nordlige halvkugle på Månens forside så tæt på den nordlige rand, at det ses i perspektivisk forkortning fra Jorden. Det er opkaldt efter den græske astrolog Epigenes (? – ca. 200 f.Kr.).
Navnet blev officielt tildelt af den Internationale Astronomiske Union (IAU) i 1935. 

## Omgivelser
Epigeneskrateret ligger lige nordvest for resterne af W. Bondbassinet. Stik nord for Epigenes ligger Goldschmidtkrateret, og det ødelagte krater Birmingham ligger mod sydvest.

## Karakteristika
Kraterets dele står i stærk kontrast til hinanden. De nordlige og nordvestlige dele af randen er velformede med meget lidt slid, mens resten af randen er betragtelig eroderet—særligt i den øst-sydøstlige halvdel. Den vestlige halvdel af kraterbunden er jævn og uden særlige landskabsformationer, mens det øvrige er noget bakket og synes dækket af udkastninger fra øst. Et lille krater trænger ind i den nordøstlige rand.

## Satellitkratere
De kratere, som kaldes satellitter, er små kratere beliggende i eller nær hovedkrateret. Deres dannelse er sædvanligvis sket uafhængigt af dette, men de får samme navn som hovedkrateret med tilføjelse af et stort bogstav. På kort over Månen er det en konvention at identificere dem ved at placere dette bogstav på den side af satellitkraterets midte, som ligger nærmest hovedkrateret. Epigeneskrateret har følgende satellitkratere:
| Epigenes | Længde  | Bredde | Diameter |
| -------- | ------- | ------ | -------- |
| A        | 66,9° N | 0,3° V | 18 km    |
| B        | 68,3° N | 3,1° V | 11 km    |
| D        | 68,3° N | 0,3° V | 10 km    |
| F        | 67,1° N | 8,1° V | 5 km     |
| G        | 68,9° N | 7,0° V | 5 km     |
| H        | 69,4° N | 6,4° V | 7 km     |
| P        | 65,4° N | 5,4° V | 33 km    |

## Måneatlas
- Billeder af Epigeneskrateret i LPI-måneatlasset